# Idealismul în relațiile internaționale
În contextul politicii externe, Idealismul susține că filosofia politică internă a unui stat național ar trebui să influențeze comportamentul și retorica sa în afacerile internaționale. Exemplu: un idealist crede în combaterea sărăciei acasă și în străinătate. Woodrow Wilson, președinte american, este văzut ca un susținător al Idealismului prin "Celebrarea celor Paisprezece Puncte".
IIdealismul lui Wilson a influențat teoria liberală a relațiilor internaționale și a dus la crearea de către așa numiții "institution builders" a unor organizații internaționale după al Doilea Război Mondial, cum ar fi Fondul Monetar Internațional și Organizația Națiunilor Unite. Rolul SUA în elaborarea acestor instituții a condus la noțiuni precum excepționalismul american și Pax Americana⁠(d), însă politica externă a SUA a variat în funcție de liderii țării.
Filozofic, acest punct de vedere internațional poate fi văzut ca o continuare a idealismului moral din timpul Iluminismului. În acea perioadă, personalități proeminente promovau un sentiment de bunătate și guvernare bazat pe caracterul personal și criticau conflictele internaționale împotriva principiilor rațiunii.
Academicianul Michael W. Doyle⁠(d) descrie idealismul ca bazat pe credința că intențiile pozitive ale altor națiuni pot fi credibile, în timp ce realismul consideră aceste intenții limitate de dilema securității⁠(d) descrisă de John H. Herz⁠(d). Desi realismul și idealismul sunt văzute ca opuse în ceea ce privește politica externă, mulți lideri și academicieni au încercat să combine aceste două teorii.

## Istorie

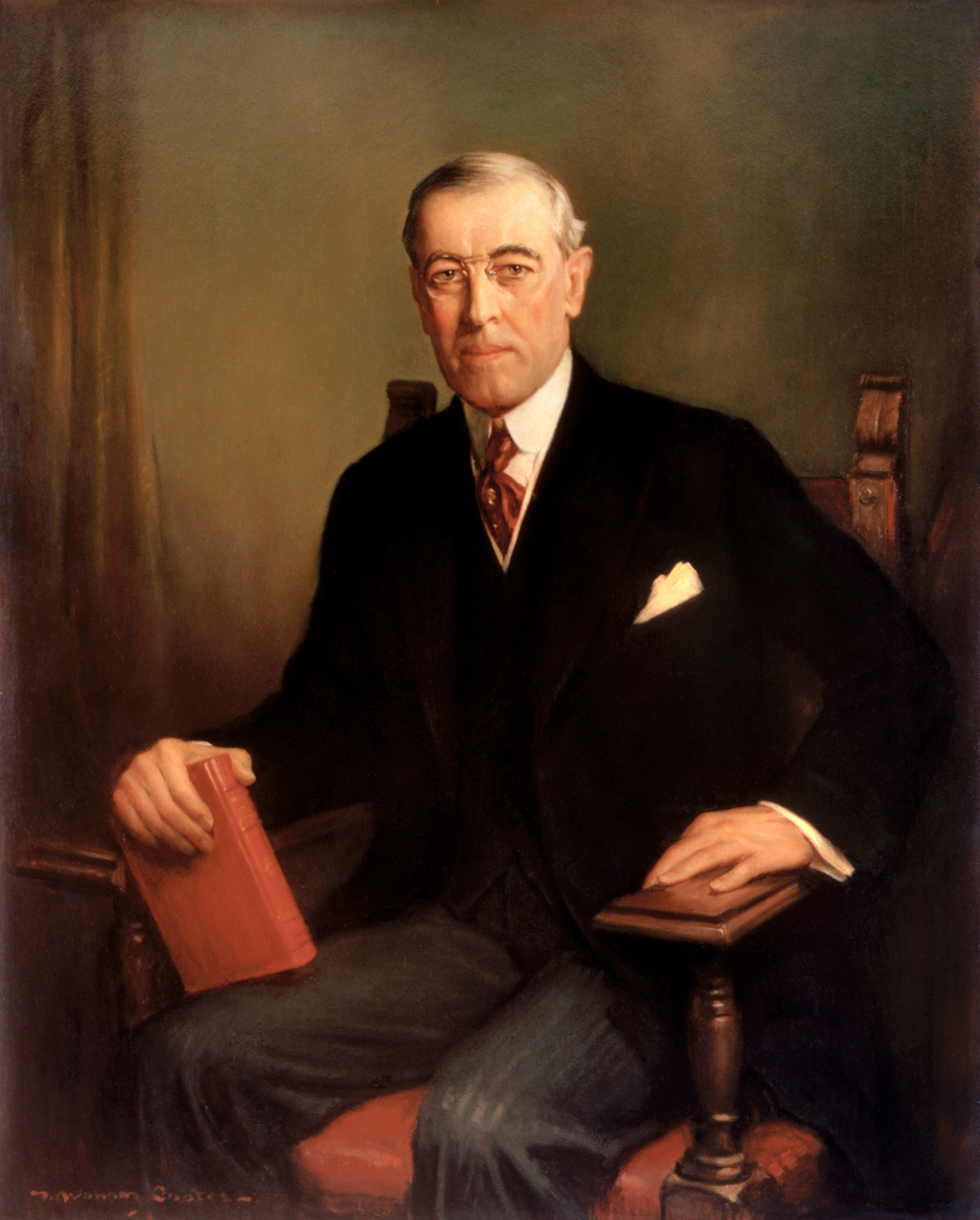
Președintele american Woodrow Wilson este considerat pe scară largă una dintre figurile codificatoare ale idealismului în contextul politicii externe.

Începând cu anii 1880, a existat un studiu din ce în ce mai mare asupra scriitorilor majori ai acestei tradiții idealiste de gândire în relațiile internaționale, inclusiv Sir Alfred Zimmern,  Norman Angell, John Maynard Keynes,  John A. Hobson, Leonard Woolf, Gilbert . Murray, Florence Stawell (cunoscută ca Melian Stawell), Philip Henry Kerr, al 11-lea marchez de Lothian, Arnold J. Toynbee, Lester Pearson și David Davies .
O mare parte din această scriere a pus în contrast acești scriitori idealiști cu „ realiștii ” în tradiția lui EH Carr, a cărui criză de douăzeci de ani (1939) a inventat termenul „idealist” și a fost un atac feroce și eficient asupra idealiștilor interbelici. Idealismul se concentrează pe ideea că statele sunt actori raționali, capabili să asigure pacea și siguranța pe termen lung, evitând războiul.
Accepția idealistă dezvăluie un rol central al dreptului internațional și al organizațiilor internaționale în formularea politicilor. Teoria păcii democratice, care afirmă că statele cu sisteme guvernamentale democratice similare nu se confruntă, este una dintre principiile ideilor idealiste moderne. Acest tip de gândire este ilustrat de discursul lui Wilson despre Paisprezece puncte și prin crearea Ligii Națiunilor.
Idealismul nu este aliniat cu nicio parte politică specifică, fiind prezent atât printre susținătorii drepturilor omului (care pot fi asociați în mod tradițional cu stânga), cât și printre adeptii neoconservatorismului american (care sunt în mod obișnuit asociați cu dreapta).
Idealismul se opune realismului, care promovează interesul național al unei națiuni ca fiind mai important decât aspectele morale sau etice. Cu toate acestea, idealismul și realismul nu trebuie văzute întotdeauna ca fiind opuse, ci pot coexista (cum este cazul neoconservatorismului). Gânditorii realiști includ Morgenthau, Machiavelli, Bismarck, Kennan, iar recent, practicienii idealismului din SUA au inclus Reagan și Bush Jr.

### Liberalism
Liberalismul reprezintă o abordare moderată a idealismului lui Wilson după al Doilea Război Mondial. Având în vedere eșecurile idealismului în prevenirea reînvigorării izolaționismului în unele zone și incapacitatea de a gestiona echilibrul de putere în Europa, gânditorii liberali au creat instituții internaționale bazate pe guvernarea prin lege și interacțiune regulată. Organizații precum Națiunile Unite și NATO sau regimuri internaționale ca Sistemul Bretton Woods și GATT sunt destinate atât menținerii echilibrului de putere, cât și pentru a promova cooperarea între națiuni.

### Neoconservatorismul

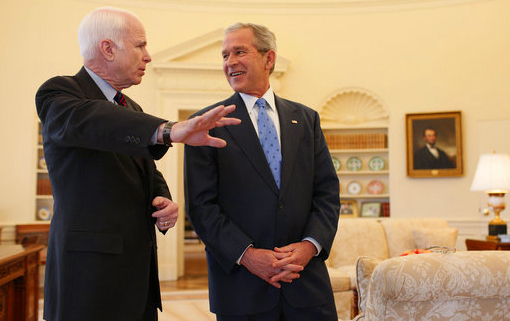
Președintele american George W. Bush (dreapta) și senatorul John McCain (stânga), fotografiați întâlniți la Casa Albă în martie 2008, au fost amândoi cunoscuți ca neoconservatori proeminenți.

Neoconservatorismul adaptează elementele liberalului prin accentuarea valorilor universale precum democrația, drepturile omului, comerțul liber, drepturile femeilor și protecția minorităților. Însă se deosebește prin adoptarea unei atitudini agresive și asertive în promovarea acestor valori, chiar dacă aceasta implică utilizarea forței sau amenințarea cu forța, fără a fi neapărat legată de menținerea instituțiilor sau tratatelor internaționale.